# Bitva o Saná (2014)
Bitva o Saná v roce 2014 byla klíčovým momentem, který vedl k postupu Hútíů, šíitského povstaleckého hnutí, do hlavního města Jemenu, Saná. Tento postup nakonec vedl k ozbrojenému převzetí vlády, což vyvolalo vypuknutí občanské války, která ovlivňuje Jemen dodnes. Konflikt začal 9. září 2014, kdy prohútijští demonstranti, vedeni Abdulem Malekem al-Húsím, pochodovali k sídlu vlády a byli napadeni bezpečnostními silami, což si vyžádalo sedm životů.
Situace se výrazně zhoršila 18. září, kdy došlo k ozbrojeným střetům mezi Hútíi, pod vedením vojenského velitele Mohammeda Aliho al-Húsího, a příznivci sunnitské Islah Party. Tyto střety vyústily v pokus Hútíů ovládnout státní televizi, při čemž bylo zabito 40 lidí. Následující den, 19. září, eskalovaly boje mezi Hútíi a jemenskou armádou a policií v severní části Saná, což vedlo k více než 60 úmrtím.
Vrcholným momentem těchto událostí bylo 21. září, kdy Hútíové ovládli sídlo vlády v Saná, což efektivně znamenalo pád hlavního města do rukou povstalců. Tento moment byl zlomový nejen pro Jemen, ale i pro celý region, neboť předznamenal začátek dlouhodobého konfliktu, který zapříčinil rozsáhlou humanitární krizi a zkomplikoval mezinárodní vztahy v oblasti.